# Onur Air
Pour les articles homonymes, voir Onur.
Onur Air Taşımacılık

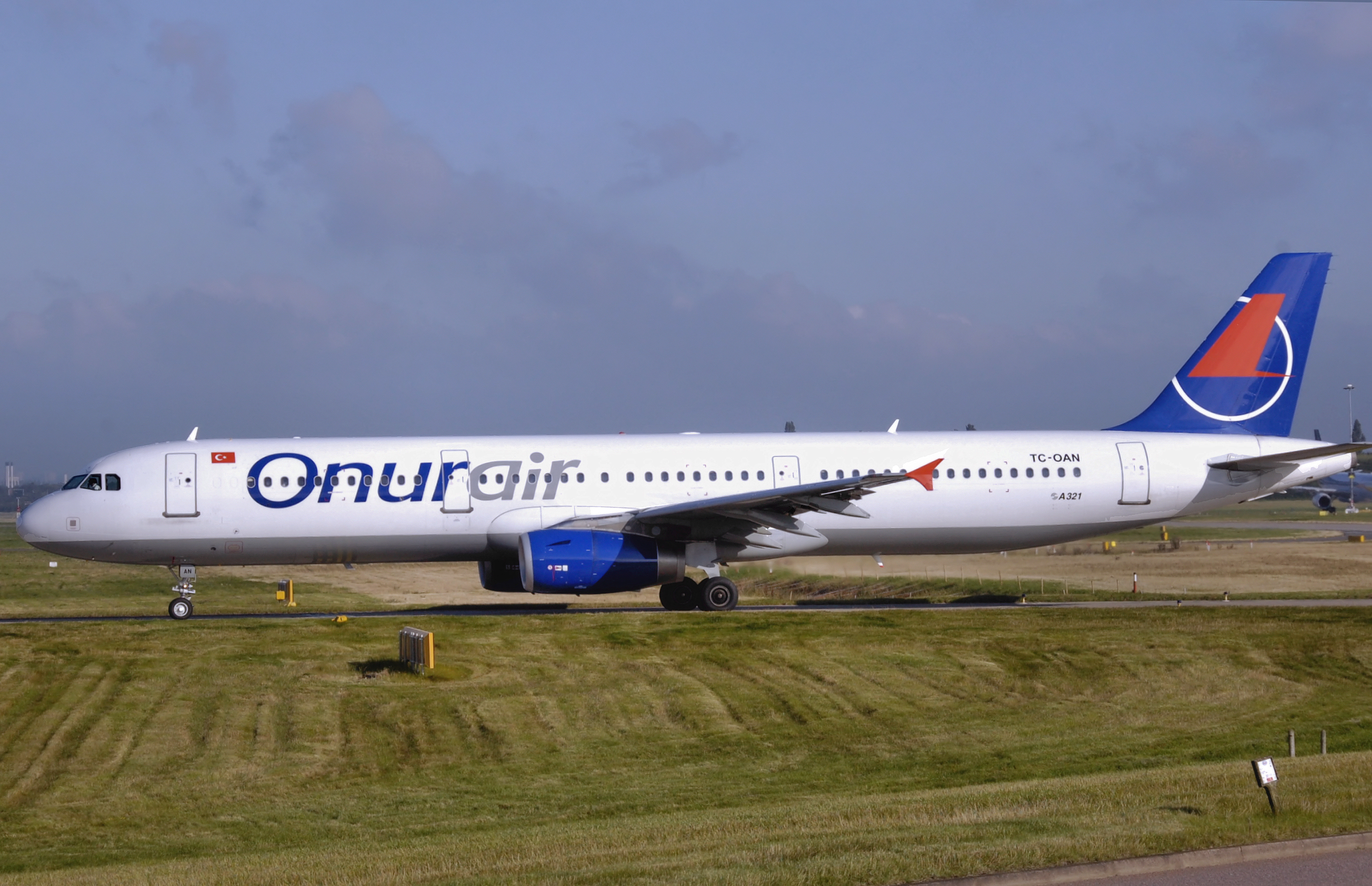
Airbus A321 d'Onur Air.

Onur Air  (Onur Air Taşımacılık AŞ) (Code AITA : 8Q, Code OACI : OHY) était une compagnie aérienne privée turque. Elle effectue aussi bien des vols réguliers que des vols charters en Europe et revendique le transport de 1,4 million de passagers par an. Elle effectue 300 vols par semaine avec l'Europe.

## Historique
La compagnie a été fondée le 14 avril 1992 ; le premier vol vers l'aéroport international Ercan (République turque de Chypre du Nord) a été inauguré à la date du 14 mai de la même année avec un Airbus A320. Un an après sa fondation, la compagnie possédait 4 avions dans sa flotte.
En 1994, Onur Air s'allie avec le voyagiste Ten Tour ; de ce fait, le nombre de passagers est en constante augmentation et afin de répondre à cette demande, la compagnie intègre cinq autres avions pour atteindre en 1995 une flotte de 9 avions. En trois années d'existence, la compagnie est passée de 150 à 512 membres du personnel.
De 1995 à 1997, Onur Air rajeunit sa flotte en achetant 3 Airbus A321, 3 Airbus A300 et 5 MD-88 pour atteindre une flotte de 16 avions, une capacité de 3 503 fauteuils et un nombre de 912 salariés.
En 1998, la crise financière touche la Turquie ; par conséquent, Onur Air est obligé de voir ses prestations à la baisse : sa flotte est réduite à 9 avions en 1999.
À partir de l'an 2000, la compagnie recommence à se développer pour atteindre en 2010 une flotte de 30 avions.
En août 2019, la compagnie aérienne turque annonce investir à hauteur de 49% dans la création d'une nouvelle compagnie charter bulgare nommée Holiday Europe. Onur Air transfère à sa filiale un Airbus A321 - et assure la technique et la logistique.

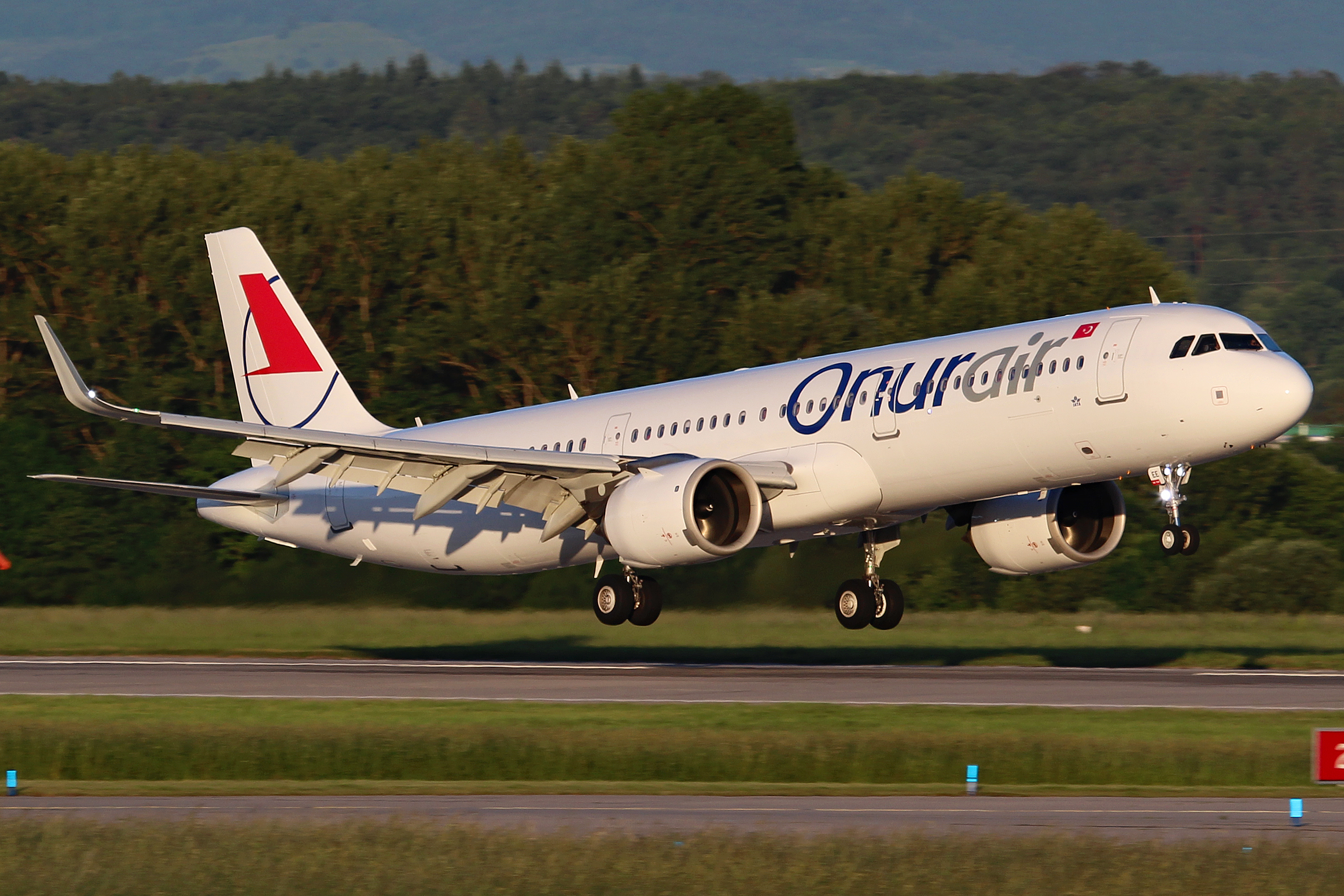
Airbus A321neo d'Onur Air

## Flotte passagers
La compagnie exploite le parc d'avion suivant au mois de décembre 2020 :
Les avions de la compagnie sortis de la flotte actuelle :
| - Un Airbus A300B4 en 1996 avec les anciennes couleurs de la compagnie - Un McDonnell Douglas MD-88 en 2006 |

- Airbus A300-600
- Airbus A300B2
- Airbus A300B4
- Airbus A321neo (transféré à la filiale bulgare Holiday Europe)
- McDonnell Douglas MD-83
- McDonnell Douglas MD-88

## Destination

### Vols intérieurs
Uniquement à partir d'Istanbul ou vers Istanbul : Adana, Antalya, Bodrum, Diyarbakır, Erzurum, Gaziantep, Izmir, Malatya, Samsun, Dalaman, Trabzon.

## Incidents
La maintenance de la compagnie est assurée par Turkish Airlines et sous le contrôle de Airbus Industrie et Thales. Onur Air a le certificat d'agrément JAR 145, norme européenne de qualité concernant la maintenance des avions.
Depuis sa fondation, la compagnie n'a connu aucun accident mortel; elle a en revanche connu les incidents suivants:
- Le 17 juin 2003, le vol 2263, assuré par un MD-88 sort de la piste de l’aéroport de Gröningen (Allemagne) après un décollage interrompu[2]. L’incident n’a pas causé de blessés.

- Le 12 mai 2005, les Pays-Bas interdisent le décollage et l’atterrissage des avions de la compagnie pour des raisons de sécurité[3], suivis par la France, l'Allemagne et la Suisse[4]. Deux semaines après l'interdiction, ces quatre pays acceptent le décollage et l’atterrissage des avions de la compagnie[5]. Onur Air dénonce une injustice en affirmant que ses appareils respectent les normes internationales. Les pertes engendrées par l’interdiction de vol, à proximité de la période estivale, sont estimés à 30 millions d’euros par la compagnie qui a porté plainte contre les États français, allemand, néerlandais et suisse[6].

- Le 15 septembre 2006, le pilote d’un vol charter de la compagnie entre Antalya et Bristol effraye ses passagers avant le décollage en refusant de voler avec cet avion, affirmant que celui-ci n’était pas sûr[7].

- Le 7 janvier 2007, la soute cargo d’un MD-88 s’ouvre lors de l’atterrissage, dispersant des bagages sur la piste.

- Le 7 septembre 2007, un Airbus A 321 de la compagnie subit une perte de pressurisation au cours d’un vol entre Dalaman et Birmingham, entraînant un atterrissage d’urgence à l’aéroport Atatürk International d’Istanbul.

- Le 20 août 2011, un pilote d’Onur Air oublie de contacter les services du contrôle aérien de l’aéroport de Munich, causant l’interception de l’avion A321 par quatre chasseurs Eurofighter Typhoon des armées de l’air allemande et autrichienne.

- Le 26 septembre 2013, un Airbus A321-200, effectuant la liaison entre Izmir (Turquie) et Deauville (France) avec 220 personnes à bord, et en approche visuelle de l’aéroport de Deauville, descend à une altitude inférieure au seuil de la piste alors qu’il survole la Manche. Les pilotes font reprendre de l’altitude à l’appareil, qui se pose sans autre incident à Deauville. Le Bureau d'enquêtes et d'analyse évoque une "quasi collision avec le sol en dernier virage lors d'une manœuvre à vue".

- Le 29 septembre 2014, un Airbus A321-200, effectuant la liaison entre Antalya et Nantes avec 220 personnes à bord, est contraint d’atterrir en urgence à l'aéroport de Vérone (Italie) deux heures après son décollage de Turquie. Le pare-brise du cockpit se fissure dangereusement en vol alors que l'avion survole Florence. Les pilotes prennent la décision de se dérouter à Vérone devant l'urgence de la situation. Malgré un atterrissage assez rude, aucun passager ni membre d'équipage n'est blessé. Onur Air affrète un autre Airbus d'Istanbul afin de récupérer les vacanciers qui accuseront un retard de près de 8 heures à l'arrivée à Nantes[8].